# ناحیه وال، شهرستان فورد، ایلینوی
ناحیه وال (به انگلیسی: Wall Township) یک منطقهٔ مسکونی در ایالات متحده آمریکا است که در شهرستان فورد، ایلینوی واقع شده‌است. ناحیه وال ۲۳۵ متر بالاتر از سطح دریا واقع شده‌است.